# Hail Grenada
Hail Grenada (en español: ¡Salve, Granada!) es el himno nacional de Granada desde su independencia en 1974. La letra es de Irva Merle Baptiste y la música de Louis Arnold Masanto.

## Letra original
Hail Grenada!, land of ours,
We pledge ourselves to thee,
Heads, hearts and hands in unity
To reach our destiny
Ever conscious of God,
Being proud of our heritage,
May we with faith and courage
Aspire, build, advance
As one people, one family.
God bless our nation.

## Traducción
¡Salve, Granada! Tierra nuestra,
nos comprometemos contigo,
cabezas, corazones y manos unidos
para alcanzar nuestro destino.
Siempre conscientes de Dios,
estando orgullosos de nuestra herencia,
podremos con fe y valentía
aspirar, construir, avanzar
como un pueblo, una familia.
Dios bendiga nuestra nación.